# Stephan Lipke

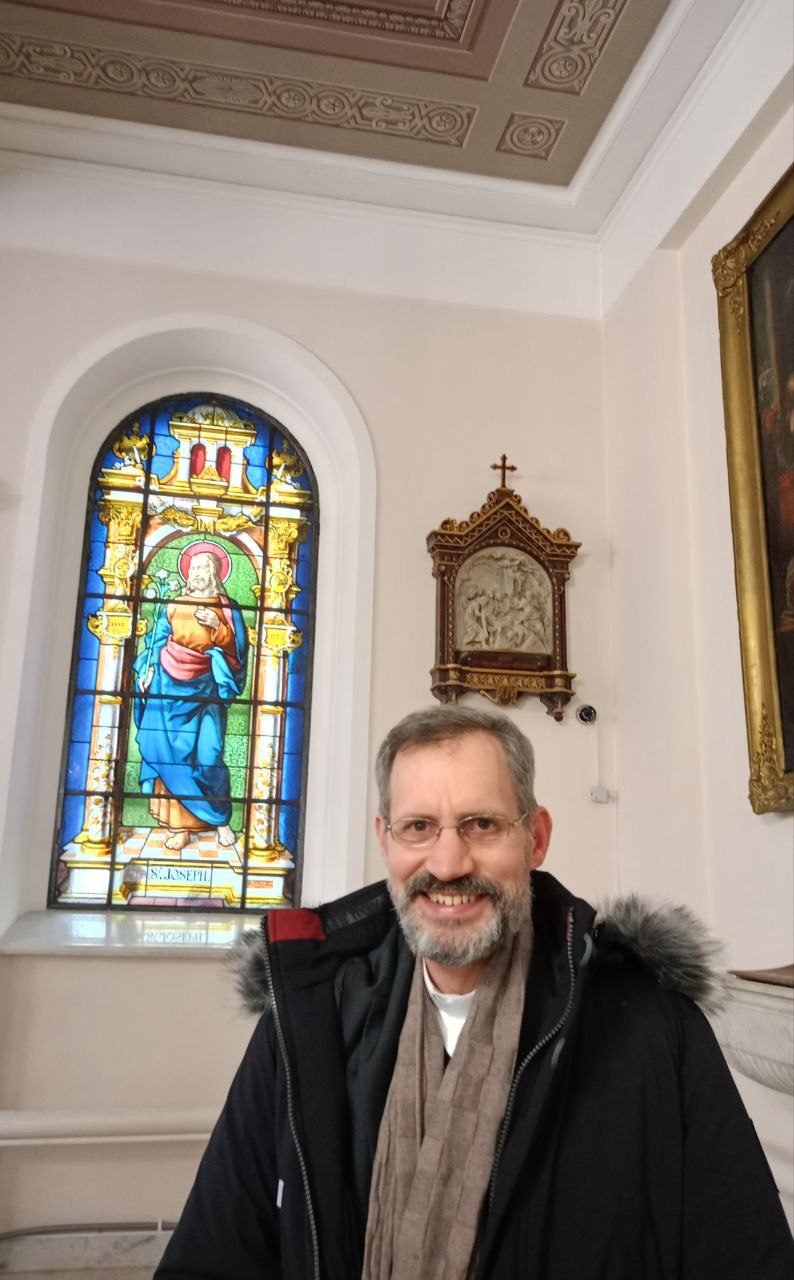
Stephan Lipke (Dezember 2024)

Stephan Lipke SJ (* 31. Dezember 1975 in Essen) ist ein deutscher römisch-katholischer Ordensgeistlicher und Weihbischof im Bistum der Verklärung von Nowosibirsk in Russland.

## Leben
Stephan Lipke studierte Philosophie und Theologie am Priesterseminar Köln und der Universität Bonn. Weihbischof Friedhelm Hofmann spendete ihm am 10. Juni 2001 die Diakonenweihe. Am 7. Juni 2002 empfing er durch Joachim Kardinal Meisner das Sakrament der Priesterweihe für das Erzbistum Köln. An der Päpstlichen Universität Gregoriana studierte er Kirchengeschichte. Am 24. September 2006 trat der Ordensgemeinschaft der Jesuiten bei, in der er am 18. Mai 2019 die letzten Gelübde ablegte.
Nach Kaplanstätigkeit in Köln war er von 2008 bis 2011 an der Jesuitenkirche St. Michael in München tätig. Anschließend arbeitete er bis 2012 am Vorseminar des Bistums der Verklärung von Nowosibirsk. Von 2012 bis 2017 war er an der katholischen Schule in Tomsk tätig, wo er zudem ab 2014 Pfarrer war. 2017 wurde er an der Staatlichen Universität Tomsk in russischer Literatur promoviert. Nach einem Praktikum auf den Philippinen wurde er 2018 Direktor des Instituts St. Thomas in Moskau. Zudem lehrte er als Professor für mittelalterliche Philosophie und Probleme der zeitgenössischen Philosophie an der Russischen Universität der Völkerfreundschaft in Moskau. Ab 2020 war er Generalsekretär der Konferenz der römisch-katholischen Bischöfe in Russland.
Papst Franziskus ernannte ihn am 12. September 2024 zum Titularbischof von Arena und zum Weihbischof in Nowosibirsk. Die Bischofsweihe spendete ihm der Bischof von Nowosibirsk, Joseph Werth SJ, am 2. Februar des folgenden Jahres in der Kathedrale von der Verklärung des Herrn in Nowosibirsk. Mitkonsekratoren waren der Bischof von St. Clemens in Saratow, Clemens Pickel, und der Apostolische Administrator des Apostolischen Vikariates Anatolien, Weihbischof Antuan Ilgit SJ.